# 堅尼地·巴卻西奧古
堅尼地·巴卻西奧古（Kennedy Bakircioglu，1980年11月2日—），出生於瑞典南泰利耶，是一名瑞典足球員，有亞述血統。現時效力瑞典足球甲級聯賽球會哈馬比，亦是前瑞典國家隊成員。

## 足球生涯

### 初期
巴卻西奧古一家於1972年從土耳其米迪亞特（Midyat）移民到瑞典。他父親賓亞明（Bünyamin）是新球會亞述外地人（Assyriska Föreningen）的創會球員之一，這家球會由居於外地的亞述人成立。1996年，他在這球會展開其職業足球生涯，1999年離隊。於1998/99球季，巴卻西奧古曾和曼聯接觸，但最終沒有和這支英格蘭球會簽下合約。1999年夏天，他加入哈馬比，在這裡待了五個球季，他於2001年取得個人首個賽事冠軍。在哈馬比時期，巴卻西奧古因電腦遊戲冠军足球经理而有名。他在遊戲中是一傳奇人物。2005年，他在球會網站中的一個線上投票獲選為哈馬比歷來最佳球員第四名。

### 海外球會
2003年，巴卻西奧古到海外球會效力，轉投希臘的伊拉基斯。因他已在2003年球季瑞典超級聯賽中上陣，所以在希臘超級聯賽球季展開了一半才正式加盟新球會，首季只七次在希臘聯賽上陣。在球會的第二和末季，他得不到正選位置而再次轉會。他在2005/06球季加盟荷蘭球會川迪，不俗的表現得到教練費特·路頓（Fred Rutten）讚賞，成為麾下的必然正選球員。事實上，他在川迪的兩個球季之中，只缺席了兩場聯賽，並射入23球。
他的表現吸引到注意，2007年5月5日，荷蘭報章De Telegraaf報道，巴卻西奧古在2007/08將加盟阿積士。他狂在2007年5月15日正式加盟阿積士。在新球會，他立即取得個人第二個冠軍，在告魯夫盾（又稱為荷蘭超級盃）中，阿積士以1:0小勝對手PSV燕豪芬。他首次在聯賽上陣，對手是迪加史卓普，他射入一球助阿積士以8:1大勝對手。
2008年8月4日，新教練雲巴士頓在官方網頁透露，巴卻西奧古將會被阿積士棄用，現正為他尋求買家。但2008/09荷甲聯賽，阿積士仍有委派他在聯賽上陣。

## 統計數字
| 球季    | 球會     | 賽事   | 上陣 | 入球 |
| ------- | -------- | ------ | ---- | ---- |
| 1996    | 科連寧根 | 瑞典乙 | 1    | 0    |
| 1997    | 科連寧根 | 瑞典乙 | 8    | 1    |
| 1998    | 科連寧根 | 瑞典甲 | 25   | 9    |
| 1999    | 哈馬比   | 瑞典超 | 25   | 2    |
| 2000    | 哈馬比   | 瑞典超 | 26   | 5    |
| 2001    | 哈馬比   | 瑞典超 | 26   | 8    |
| 2002    | 哈馬比   | 瑞典超 | 25   | 11   |
| 2003    | 哈馬比   | 瑞典超 | 25   | 12   |
| 2003/04 | 伊拉基斯 | 希超   | 7    | 2    |
| 2004/05 | 伊拉基斯 | 希超   | 17   | 2    |
| 2005/06 | 川迪     | 荷甲   | 32   | 8    |
| 2006/07 | 川迪     | 荷甲   | 34   | 15   |
| 2007/08 | 阿積士   | 荷甲   | 19   | 3    |
| 合計    | 合計     | 合計   | 270  | 78   |

## 外部連結
- Voetbal International profile （页面存档备份，存于）